# Balatonrendes
Balatonrendes es un pueblo ubicado en el distrito de Tapolca, en el condado de Veszprém, Hungría.

## Superficie
Posee una superficie de 6,760 kilómetros cuadrados.

## Demografía
Hasta 2019 la población era de 129 habitantes, con una densidad de población de 19,08 habitantes por kilómetro cuadrado.